# スイス銀行コーポレイション
スイス銀行コーポレイション（英語:Swiss Bank Corporation (SBC), ドイツ語: Schweizerischer Bankverein (SBV), フランス語: Société de Banque Suisse (SBS), イタリア語: Società di Banca Svizzera）は、1856年から1998年までスイスに存在した銀行。現存はしていないが消滅したのではなく、1998年にスイス・ユニオン銀行(Union Bank of Switzerland)と合併し、社名をUBS AGに変更した（なお、現UBSの名称はUnion Bank of Switzerlandからではなく、統合したスイスの銀行、を意味するUnited Bank of Switzerlandからとられている）。

## 歴史
スイス銀行コーポレイションの歴史は、1856年にさかのぼる。スイス、バーゼルに立地する6つの私立銀行（Bischoff zu St Alban, Ehinger & Cie., J. Merian-Forcart, Passavant & Cie., J. Riggenbach、von Speyr & Cie.）による、責務引き受け組合「バンクフェライン（Bankverein）」が設立されたのが起こり。バーゼルは当時スイス北西の経済の中心であり、1860年代の人口は約4万人にのぼっていた。またバーゼルはドイツとフランスに接しており、中央ヨーロッパの交通ハブ的役割を担ってもいた。1871年、正式にバーゼラー・バンクフェライン（Basler Bankverein）として会社が設立され、1895年にチューリッヒのチュルヒャー・バンクフェライン（Zürcher Bankverein）と合併し、バーゼラー & チュルヒャー・バンクフェラインとなった。翌年、バーゼル預金銀行（Basler Depositenbank）およびスイス・ユニオン銀行（Schwizerische Unionbank）も獲得し、これによって名前を「スイス・バンクフェライン」（スイス銀行コーポレイション）に改名した。
その後も銀行は拡大を続け、1945年にバーゼル・ヘンデルス銀行（Basler Handelsbank）、1992年にオコナー&アソシエーツ（O'Connor & Associates）、1994年にブリンソン・パートナーズ・シカゴ（Brinson Partners Chicago）、1995年にロンドンの投資銀行SGウォーバーグ（S.G. Warburg & Co、本家はM・M・ヴァールブルク&CO）、1997年にディロン・リード（Dillon, Read & Co.、UBS AGへの変更前は、ウォーバーグ・ディロン・リードとして活動）などを吸収していった。